# Guglielmo Sanseverino
Guglielmo Sanseverino (zm. krótko przed 24 listopada 1378) – włoski duchowny katolicki, kardynał. Wywodził się z jednej z najpotężniejszych rodzin arystokratycznych królestwa Neapolu. Przyjął święcenia subdiakonatu i został prepozytem Acqui. 15 stycznia 1364 papież Urban V mianował go arcybiskupem Salerno, mimo że nie miał jeszcze wówczas święceń kapłańskich. Po wyborze antypapieża Klemensa VII w 1378 roku stanął po stronie prawowitego papieża Urbana VI, który 18 września 1378 mianował go kardynałem prezbiterem S. Eusebio. W ciągu następnych dwóch miesięcy Guglielmo musiał jednak umrzeć, gdyż 24 listopada 1378 Klemens VII mianował jego następcę, a 29 listopada 1378 Urban VI wprost wspomina go jako zmarłą osobę.